# Championnat de Slovénie de football 1996-1997
Navigation
Saison précédente Saison suivante
La saison 1996-1997 du Championnat de Slovénie de football était la 6e édition de la première division slovène à poule unique, la PrvaLiga. Les 10 meilleurs clubs slovènes jouent les uns contre les autres à quatre reprises durant la saison, deux fois à domicile et deux fois à l'extérieur. En fin de saison, le dernier du classement est directement relégué en deuxième division tandis que l'avant-dernier dispute un barrage face au 2e de D2 pour tenter de conserver sa place parmi l'élite.
C'est le Maribor Branik qui termine en tête du championnat et remporte son premier titre de champion. Le Maribor devance de 5 points le NK Primorje et de 6 points le champion de Slovénie en titre, le HIT Gorica et réussit même le doublé en battant son dauphin, le NK Primorje, en finale de la Coupe de Slovénie.

## Les 10 clubs participants
| - Olimpija Ljubljana - Maribor Branik - NK FC Koper - Promu de D2 - HIT Gorica - NK Mura | - Publikum Celje - NK Rudar Velenje - Potrošnik Beltinci - NK Koroton Suvel Prevalje - NK Primorje |

## Compétition

### Classement
Le barème de points servant à établir le classement se décompose ainsi :
- Victoire : 3 points
- Match nul : 1 point
- Défaite : 0 point

| Rang | Équipe                    | Pts | J  | G  | N  | P  | Bp | Bc | Diff |
| ---- | ------------------------- | --- | -- | -- | -- | -- | -- | -- | ---- |
| 1    | Maribor Branik (C)        | 71  | 36 | 21 | 8  | 7  | 71 | 34 | +37  |
| 2    | NK Primorje               | 66  | 36 | 19 | 9  | 8  | 64 | 25 | +39  |
| 3    | HIT Gorica (T)            | 65  | 36 | 18 | 11 | 7  | 52 | 33 | +19  |
| 4    | Publikum Celje            | 47  | 36 | 12 | 11 | 13 | 55 | 61 | -6   |
| 5    | Olimpija Ljubljana        | 45  | 36 | 11 | 12 | 13 | 54 | 52 | +2   |
| 6    | NK Koroton Suvel Prevalje | 45  | 36 | 12 | 9  | 15 | 32 | 39 | -7   |
| 7    | NK Mura                   | 43  | 36 | 9  | 16 | 11 | 36 | 45 | -9   |
| 8    | NK Rudar Velenje          | 42  | 36 | 10 | 12 | 14 | 43 | 53 | -10  |
| 9    | Potrošnik Beltinci        | 32  | 36 | 7  | 11 | 18 | 37 | 69 | -32  |
| 10   | NK FC Koper (P)           | 31  | 36 | 8  | 7  | 21 | 28 | 61 | -33  |

|  | Qualification pour la Ligue des champions 1997-1998                                           |
|  | Qualification pour la Coupe des Coupes 1997-1998                                              |
|  | Qualification pour la Coupe UEFA 1997-1998                                                    |
|  | Qualification pour la Coupe Intertoto 1997                                                    |
|  | Participation au barrage de promotion-relégation                                              |
|  | Relégation directe en deuxième division                                                       |
|  | (T) Tenant du titre (C) Vainqueur de la Coupe de Slovénie (P) Club promu de deuxième division |

#### Barrage de promotion-relégation
| Équipe 1                | Résultat | Équipe 2      |
| ----------------------- | -------- | ------------- |
| Potrošnik Beltinci (D1) | 1 - 0    | NK Drava (D2) |

## Bilan de la saison
| Championnat de Slovénie de football 1996-1997 |                            |
| Champion                                      | Maribor Branik (1er titre) |
| Coupes et trophées                            |                            |
| Vainqueur de la Coupe de Slovénie 1996-1997   | Maribor Branik             |
| Qualifications continentales                  |                            |
| Ligue des champions 1997-1998                 | Maribor Branik             |
| Coupe des Coupes 1997-1998                    | NK Primorje                |
| Coupe UEFA 1997-1998                          | HIT Gorica                 |
| Coupe Intertoto 1997                          | Publikum Celje             |
| Promotions et relégations                     |                            |
| Promus en PrvaLiga                            | SET Vevče                  |
| Relégués en Division 2                        | NK Primorje                |